# Termes (Ardenas)
Termes é uma ex-comuna francesa na região administrativa de Grande Leste, no departamento das Ardenas. Estendeu-se por uma área de 13,98 km². Em 2010 a comuna tinha 138 habitantes (densidade: 9,9 hab./km²). Em 1 de janeiro de 2016 foi fundida com a comuna de Grandpré.